# Локалита Камеми Супериоре
Локалита Камеми Супериоре је насеље у Италији у округу Агриђенто, региону Сицилија.
Према процени из 2011. у насељу је живело 79 становника. Насеље се налази на надморској висини од 69 м.